# Bronisław Jastrzębski (duchowny)
Bronisław Jastrzębski (ur. 30 marca 1923 w Jabłonicy Polskiej, zm. 22 września 2000 w Krośnie) – polski duchowny rzymskokatolicki, proboszcz krosnieńskiej fary w latach 1978-1998, Honorowy Obywatel Krosna.

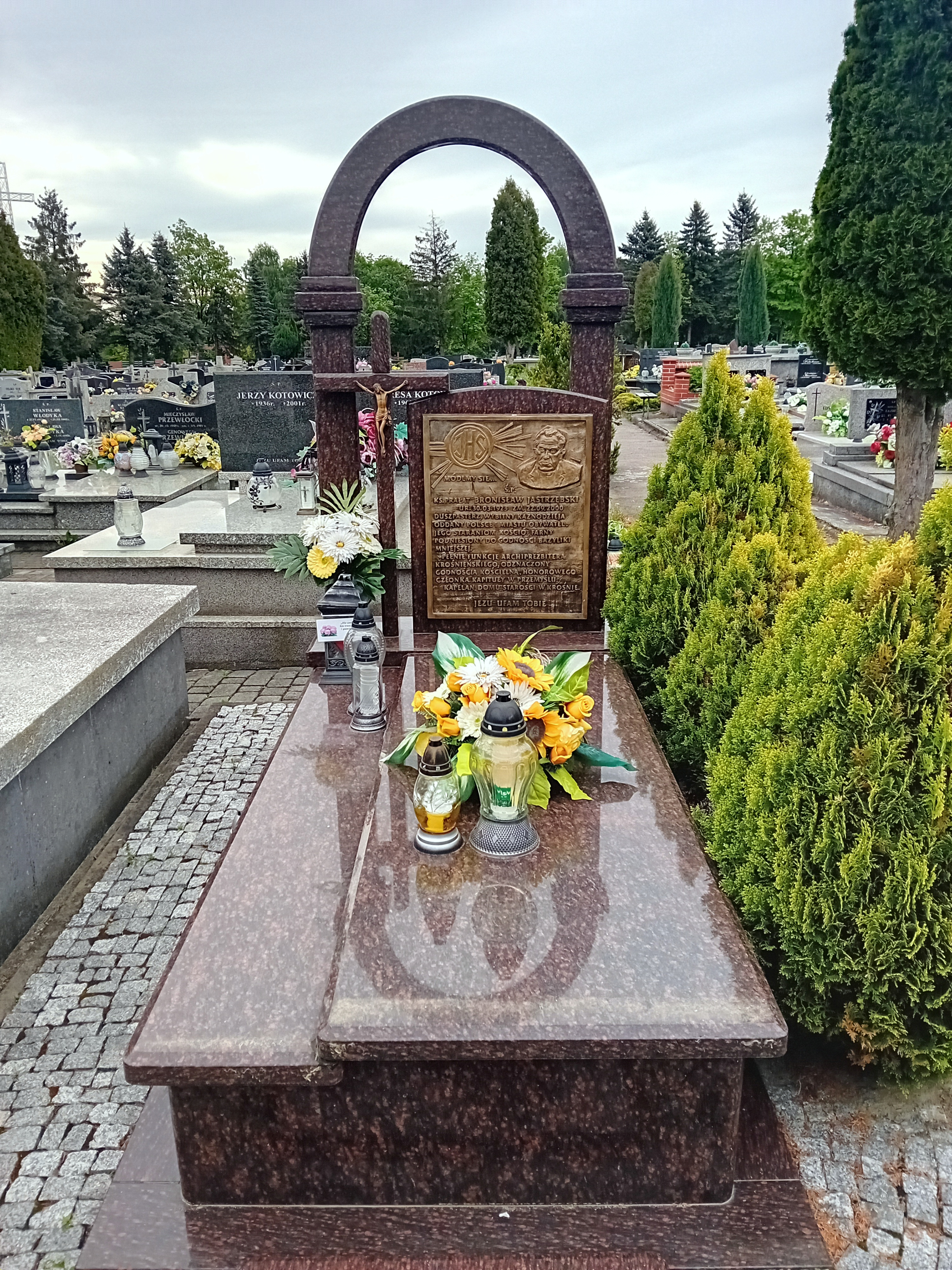
Nagrobek ks. Bronisława Jastrzębskiego

## Życiorys
Urodził się w rodzinie Anieli i Stanisława. W czasie okupacji uczył się na tajnych kompletach uzyskując w lipcu 1944 małą maturę. Po wyzwoleniu podjął naukę w Liceum im. Morawskiego w Przemyślu zdając egzamin dojrzałości 19 grudnia 1944. Po ukończeniu Wyższego Seminarium Duchownego w Przemyślu otrzymał Święcenia kapłańskie 19 czerwca 1949  z rąk biskupa Franciszka Bardy. Pracował w parafii Tarnowiec, w Krośnie, Haczowie i od 1978 ponownie w Krośnie. Był wicedziekanem dekanatu krośnieńskiego północnego, piastował godność archiprezbitera krośnieńskiego (od 1978 roku) i honorowego kanonika Kapituły Katedralnej (od 1983 roku). Współtworzył NSZZ Solidarność i Oddziału KIK w Krośnie w 1980 r. Udzielał pomocy prześladowanym za przekonania w okresie stanu wojennego. 
Był inicjatorem budowy świątyń.
21 marca 1997 otrzymał tytuł Honorowego Obywatela Krosna.
W liście do arcybiskupa J. Michalika dyrektor Wojewódzkiego Zespołu Pomocy Społecznej w Krośnie tak o nim pisał:

W ciągu lat pracy wykazywał się niezwykłą aktywnością w wielu dziedzinach życia społecznego. Miał duże doświadczenie w pracy charytatywnej. W okresie stanu wojennego organizował pomoc dla osób internowanych i ich rodzin. Przy jego parafii funkcjonowała apteka leków zagranicznych. Osoby prowadzące aptekę zajmowały się nieodpłatną dystrybucją leków dla wszystkich potrzebujących. Z tego powodu ks. Jastrzębski był wielokrotnie represjonowany przez władze komunistyczne.

Został pochowany na Cmentarzu Komunalnym w Krośnie.